# Spain and the World
Spain and the World (décembre 1936 - décembre 1938) est le nom d'un journal bimensuel anarchiste publié en Grande-Bretagne par Freedom Press en soutien à la révolution sociale espagnole de 1936 et aux anarcho-syndicalistes de la Confédération nationale du travail.
Le journal, qui se concentre à l'origine dans la diffusion de documents de première main sur les événements en Espagne, se développe rapidement pour devenir le principal journal anarchiste en Grande-Bretagne.

## Éléments historiques
En Grande-Bretagne, dans les années 1930, la diffusion du journal Freedom marque le pas et suspend sa publication en 1932.
Après le soulèvement nationaliste des 17 et 18 juillet 1936 en Espagne - et la révolution sociale qui suit -, Vernon Richards lance, en décembre 1936, le bimensuel Spain and the World.
Réunissant des analyses et témoignages de personnalités du mouvement libertaire international, la publication a notamment pour objectif de contrer la propagande des News Chronicle et New Statesman, fondés par les communistes pour soutenir la politique de l'URSS en Espagne.
Après le premier numéro, publié à l'initiative de Vernon Richards, Spain and the World devient une publication de Freedom Press, avec Tom Keell et Lilian Wolfe.

## Postérité
Après la victoire des nationalistes en Espagne, Spain and the world change brièvement de titre et devient Revolt ! pour six numéros en 1939, puis devient War Commentary de 1939 à 1945, après le déclenchement de la Seconde Guerre mondiale. Le journal reprend son titre initial, Freedom, en 1945,.

## Contributeurs
Liste non exhaustive des contributeurs :
- Vernon Richards (fondateur)[11]
- Marie-Louise Berneri[12]
- Louis Mercier-Vega
- Emma Goldman[13]
- Camillo Berneri
- Robert Louzon
- Pierre Ramus
- Renée Lamberet
- Juan García Oliver
- Gaston Leval
- Max Nettlau
- Buenaventura Durruti
- Herbert Read